# Claut
Claut település Olaszországban, Friuli-Venezia Giulia régióban, Pordenone megyében. Lakosainak száma 891 fő (2023. január 1.). Claut Barcis, Chies d’Alpago, Cimolais, Erto e Casso, Forni di Sotto, Frisanco, Alpago, Tramonti di Sopra és Forni di Sopra községekkel határos.

## Népesség
A település lakossága az elmúlt években az alábbi módon változott:
| Lakosok száma | 944  | 946  | 891  |
|               | 2017 | 2018 | 2023 |